# Cattedrale di Riga
La cattedrale di Riga (in lettone: Rīgas Doms) è la principale cattedrale protestante della città di Riga. È stata costruita nel 1211 per volere del vescovo cattolico Alberto di Riga fondatore della città, su una sponda del fiume Daugava.
Dedicata a Santa Maria, È la più grande cattedrale medievale nei Paesi Baltici. La cattedrale, è stata abbellita con nuovi particolari nel corso della storia.
Il vescovo Alberto di Riga iniziò i lavori di costruzione della chiesa nel luglio del 1211 all'esterno della primitiva cinta muraria che delimitava il perimetro della città. Ben poco si sa sulle successive fasi di costruzione del luogo di culto ma certamente si velocizzò nel 1215 in seguito all'incendio che distrusse la principale chiesa di Riga. In un primo tempo si utilizzò come materiale da costruzione della pietra ma in seguito per i costi e le difficoltà nel reperire tale materia prima si ricorse ai mattoni. Nel 1266 il vescovo Guglielmo di Modena, legato pontificio, tenne un Concilio nella nuova costruzione. Nell'edificio coesistono diversi stili architettonici come il romanico, il gotico e il barocco a testimonianza dei continui rimaneggiamenti a cui il Duomo andò incontro nel corso dei secoli anche in seguito a incendi e distruzioni.
Dopo la Riforma rimase il centro ecclesiastico di Riga e sede della comunità luterana di lingua tedesca finché nel 1932 il governo nazionalista lettone costrinse la Chiesa luterana nazionale ad avere un unico arcivescovo di lingua lettone ponendo fine all'autonomia dei baltico-tedeschi (fatto salvo il breve periodo dell'occupazione tedesca durante la seconda guerra mondiale).

## L'organo
L'organo del duomo di Riga è stato costruito dalla compagnia E. F. Walcker & Sons negli anni 1882-1883, e fu inaugurato il 31 gennaio 1884. A quei tempi era l'organo più grande al mondo.